# Achyrolimonia bequaerti
Achyrolimonia bequaerti är en tvåvingeart som först beskrevs av Alexander 1930.  Achyrolimonia bequaerti ingår i släktet Achyrolimonia och familjen småharkrankar.
Artens utbredningsområde är Liberia. Inga underarter finns listade i Catalogue of Life.